# NGC 1738
NGC 1738 é uma galáxia espiral barrada (SBbc) localizada na direcção da constelação de Lepus. Possui uma declinação de -18° 09' 27" e uma ascensão recta de 5 horas, 01 minutos e 46,5 segundos.
A galáxia NGC 1738 foi descoberta em 1886 por Ormond Stone.